# Hôtel de La Condamine
Pour les articles homonymes, voir Condamine.
 (octobre 2020).
L'hôtel de La Condamine est un hôtel particulier situé au 13, avenue Emmanuel d'Alzon, au Vigan (France). 

## Historique
L'hôtel de La Condamine tire son nom des terres alluviales situées entre la rivière Arre et le bâtiment (au Moyen Âge, les terres du seigneur). 
Le bâtiment date du XVIIe siècle. Il est construit en bordure de la route royale d'Aix à Montauban. Après la disparition des remparts de la ville (1634), la demeure est complètement rattachée à la trame urbaine.
L'hôtel de La Condamine est caractéristique des demeures seigneuriales des Cévennes : un étage souterrain, un étage noble, un étage dit des chambres et des combles comportant des chambres, des greniers mais aussi des réserves pour le foin (!).
L'architecte viganais Chapot le restaure au début du XIXe siècle.
Dans les années 1860, plusieurs maisons contiguës sont acquises afin d'être détruites et de permettre l'édification d'une vaste chapelle. Le bâtiment est alors affecté aux œuvres religieuses (internat et alumnat) du Père Emmanuel d'Alzon.
Dans les années 1930, il est aménagé afin de recevoir les orantes de l'Assomption.
Il est depuis 2004 la propriété de la Communauté de communes du Pays Viganais. Il héberge l’École de musique intercommunale et la salle de danse, ainsi qu'une salle d'exposition (dans la Chapelle).
Une plaque offerte par l'Office de Tourisme des Cévennes Méridionales a été inaugurée le 10 octobre 2010 à l'occasion du bicentenaire de la naissance du Père d'Alzon.

## Propriétaires successifs
- Jacques Daudé. Subdélégué de l'intendant du Languedoc et maire Perpétuel du Vigan.
- Jean Daudé. Ier vicomte d'Alzon. Subdélégué de l'Intendant du Languedoc et maire Perpétuel du Vigan.
- Jean-François-Xavier Daudé, vicomte d'Alzon. Subdélégué de l'intendant du Languedoc.
- Clément de Faventines, seigneur de La Condamine.
- Henri-André Daudé, chevalier puis vicomte d'Alzon.
- Emmanuel Daudé d'Alzon fondateur des Augustins de l'Assomption et de la Bonne Presse.
- Isabelle de Clermont-Tonnerre, comtesse d'Ursel. Fondatrice des Orantes de l'Assomption.
- marquis Henri de Virieu.
- Ordre de l'Assomption. Installation dans la demeure aménagée en couvent des Orantes de l'Assomption.
- Communauté de communes du Pays Viganais.